# おはようコールABC
『おはようコール ABC』（おはようコール エービーシー）は、朝日放送テレビ（ABCテレビ）で1995年10月2日から2020年10月2日まで放送されていた関西ローカル向けの情報番組。
放送終了時点での放送時間は、平日の5:00 - 6:45（JST）。実際には、同じ時間帯に一部のANN加盟局で放送されている『グッド!モーニング』（テレビ朝日）のうち、5:50 - 5:59の『ANNニュース』（全国ニュースパート）を単独番組として編成していた。

## 概要
1983年10月から朝日放送（当時）で平日の早朝に編成されてきた生ワイド番組シリーズ（『おはよう6』→『Oh!天気』→『おはよう天気です』）の流れを受けて、1995年10月2日に放送を開始。当日に関西地方で発行された全国紙の朝刊・スポーツ紙（いずれも最終版）の記事を紹介するだけにとどまらず、ニュース、スポーツ、エンタメの分野ごとに配置されたコメンテーターが解説を添えていた。かつては、セレッソ大阪のJリーグ公式戦翌放送日に、セレッソ大阪情報のミニコーナー『おはよう!セレッソ』を放送していた。

## 歴史
番組開始当初は、看板企画として、番組タイトルと同名の「おはようコール」（話題の人物に対する放送中の電話インタビュー企画）を編成。当時は前身番組の『おはよう天気です』から引き継ぐ形で大阪タワーのスカイスタジオから放送していた。スカイスタジオからの放送は2001年9月28日で終了。その後は番組で使用されなくなったため、1979年4月の『おはよう朝日です』開始から22年半にわたり続いたスカイスタジオからの生放送番組は姿を消す事になった。
開始当初は5:45に、1年後には5:30に放送開始だったが、2000年の前後に読売テレビと共に放送開始時間を繰り上げてゆき、5:20に。2003年から直前の5:00 - 5:20に姉妹番組の『おはようコール早版』を放送。2004年7月より月曜のみの週1回に縮小、火 - 金曜は『ABCニュースファイル』を放送。2005年3月（2004年度末）をもって『早版』が終了し『ABCニュースファイル』に統一。2006年4月3日からは前述の『ABCニュースファイル』が終了し、開始時間が繰り上がり5:00 - 6:45の放送となっている。
番組が使っている大淀旧本社Cスタジオがハイビジョンに対応していなかったため、4:3の標準画質（525i）で放送していた（テレビ朝日からの『ANNニュース』放送時のみハイビジョン放送）。2008年6月23日にほたるまちの現本社へ移転するに併せ、ハイビジョン対応の現本社Nスタジオからの放送となり、同時にハイビジョン制作となった。また、タイトルロゴ・テーマ音楽・スタジオセットを一新。6月23日からのテーマ音楽はMONKEY MAJIKの『MORNING - EVENING』（前半パート）と『光朝』（後半パート）。また、長年親しまれたキャラクター“ぱんころん”が2008年6月20日にて引退した。
2008年7月24日は、岩手県沿岸北部地震の情報をテレビ朝日より伝えたため、第1部を休止。第2部を通常より1分遅い6:00から放送した。
番組開始以来、年末年始以外は祝休日も番組を放送してきたが、2009年4月から2010年3月までは祝休日の放送を休止していた（祝休日の5時台はBS朝日制作の『亜細亜見聞録』や過去に自局が制作した歴史・景観物を扱った特別番組の再放送。6時台は『照英にっぽん一人旅』など外部制作会社が制作した番組を放送する）。2010年2月は『バンクーバーオリンピック中継』のため、15日は6:25まで放送。18日・24日は番組を休止し、4:55（24日は5:00） - 5:25に『照英にっぽん一人旅』を放送。なお2010年4月以降は再度、祝休日も放送されるようになっていた。しかし2016年度も再び祝休日の放送を休止。5時台は過去に自局やBS朝日で放送された関西に関連する歴史・景観物を扱った番組の放送。6:00 - 6:15は『上沼恵美子のおしゃべりクッキング』の再放送、6:15 - 6:45は『松本家の休日』の再放送などを放送。
2010年3月29日からは、平日夕方のローカルニュース番組「NEWSゆうシリーズ」（『ABC NEWSゆう』→『NEWSゆう+』）のサブキャスターだった高橋大作・乾麻梨子が、当番組のメインキャスターに就任。同時にモノラル制作（モノステレオ放送）からステレオ制作（フルステレオ放送）に変更された。また、同年3月29日から4月2日には、後座番組『おはよう朝日です』のスタジオとクロストークを実施していた。
2011年10月3日の放送からは、高橋に代わって、後輩アナウンサーで入社3年目の横山太一をメインキャスターに抜擢。高橋は、『NEWSゆう+』から1年半振りに、後継番組『キャスト』のサブキャスターとして平日夕方のニュース番組へ復帰することになった。
なお、乾は同月以降も、2014年3月28日まで当番組のメインキャスターを続投。同月31日（月曜日）からは、後輩アナウンサーで水・木曜日コーナーレギュラーだった桂紗綾が全曜日のメインキャスター、斎藤真美が桂の後任扱いでコーナーレギュラーを務めた。
2015年3月30日（月曜日）からは、横山・桂・斎藤の3名による共同司会体制へ移行。同年9月25日（金曜日）放送分で桂が降板したため、同月28日（月曜日）放送分からは横山と斎藤が引き続き司会を務めている。また、同日から朝日放送グループホールディングスのマスコットキャラクター「エビシー」の着ぐるみも連日出演するようになった。
2018年9月6日には、番組開始前の3:08頃に北海道胆振東部地震が発生したことに伴い、4:55までの『ANN報道特別番組』に引き続き、4:55 - 5:59に『グッド!モーニング』（テレビ朝日制作）をANN報道特番扱いで臨時に時間拡大ネットした。ただし、編成上は5:00から当番組の扱いであったため、5:00になった時点で一旦大阪のスタジオから横山・斎藤が登場しキャスター挨拶と引き続き東京から放送する旨を告げた後テレビ朝日送出の映像に戻した。
2020年3月30日放送分からは、コメンテーター陣に新しいメンバーを加えたほか、女性のコメンテーターを全ての曜日にレギュラーで1名ずつ出演させていた。しかし、同年の10月改編で『おはよう朝日です』の放送枠を拡大することに伴って、放送25周年の節目に当たる10月2日（金曜日）放送分で終了した。

### 番組終了後の動き
『おはよう朝日です』（平日版）では、当番組の放送枠を吸収する格好で2020年10月5日（月曜日）から放送時間を延長したことを機に、5:00 - 6:30を『第1部』、6:30以降の時間帯を『第2部』として編成。全編（第2部）の放送終了時刻を8:00に据え置く一方で、『第1部』と『第2部』に別々の司会者（いずれも朝日放送テレビのアナウンサーから男女1名ずつ）を充てるようになった。2021年4月5日（月曜日）に「第1部」と「第2部」の区分を6:00（「ANNニュース」の直後）に変更してからも、上記の体制は維持されている。
当番組の開始当初から唯一のレギュラー出演者であった気象キャスターの正木明は、放送期間中に『おはよう朝日です』の天気予報担当を兼務していた関係で、当番組の終了後も『おはよう朝日です』へ第1部・第2部を通じて出演。正木以外にも、当番組終了時点でのニュースコメンテーターの一部が、出演曜日を変えながらも『おはよう朝日です』の第1部で全般のコメンテーターを務めている。さらに、コーナーの一部や、5:50 - 5:59に一時中断扱いで編成していた『グッド!モーニング・5時台』の「ANNニュース」（全国ニュース）の放送を『おはよう朝日です』の第1部で継承。斎藤は、『おはよう朝日  土曜日です』の女性司会（先輩アナウンサー・八塚彩美の後任）として、10月10日以降も早朝の生放送番組へのレギュラー出演を続けている。
当番組の最後期に斎藤とのコンビでメインキャスターを務めていた横山は、メインキャスターへの起用前まで携わっていたプロ野球中継でのリポートを、当番組の終了翌月（2020年10月）から9年振りに再開。2021年には、4月から朝日放送ラジオで毎週金曜日の午前中に『横山太一のピカイチ☆ブランチ!!』でパーソナリティを担当しているほか、（旧朝日放送への）入社12年目にしてプロ野球・高校野球の中継でテレビ・ラジオとも実況デビューを果たした。2022年には、『ピカイチ☆ブランチ!!』への出演と並行しながら、4月4日（月曜日）から『news おかえり』（3月30日で終了する『キャスト』の後継番組）のメインキャスターを担当。朝日放送テレビが平日の全曜日に編成する自社制作の報道・情報系生放送番組で、当番組の終了以来1年半振りにメインキャスターを任されたほか、毎週水曜日には斎藤とのコンビで進行する。

### 放送時間の変遷
| 期間       | 期間       | 放送時間（日本時間）        |
| ---------- | ---------- | --------------------------- |
| 1995.10.02 | 1996.09.27 | 平日 05:45 - 07:00（075分） |
| 1996.09.30 | 2001.09.28 | 平日 05:30 - 06:45（075分） |
| 2001.10.01 | 2003.09.26 | 平日 05:25 - 06:45（080分） |
| 2003.09.29 | 2006.03.31 | 平日 05:20 - 06:45（085分） |
| 2006.04.03 | 2020.10.02 | 平日 05:00 - 06:45（105分） |

## 出演者
キャスターについては、特記した人物を除いて、出演時点で朝日放送テレビのアナウンサー。

### 司会（メインキャスター）
- 横山太一（2011年10月3日 - 2020年10月2日）
  - 2014年4月4日から木・金曜日、2015年3月30日から全曜日のニュースキャスターを兼務。
- 斎藤真美（2014年4月3日 - 2020年10月2日）
  - 木・金曜のエンタメキャスターや、桂が休演した場合のメインキャスター代理を経て、2015年3月31日から正式にメインキャスターを担当。木・金曜日→全曜日のエンタメキャスターや、横山と共同で全曜日のニュースキャスターを兼務していた。2020年10月2日の最終回で、同年9月下旬に結婚したことを初めて公表[10]。
  - 横山・斎藤とも、2015年12月から、当番組への出演と並行しながら『なるみ・岡村の過ぎるTV』（朝日放送テレビの事前収録番組）で進行役を担当。当番組の終了後も、コンビでの出演を続ける。

2020年には、日本国内で新型コロナウイルスへの感染が拡大していることを背景に、同年4月15日（水曜日）放送分から6月12日（金曜日）まで『おはよう朝日です』と共同で司会陣に2班体制を導入。感染拡大の一因とされる飛沫感染のリスクを回避するための暫定措置として、担当のアナウンサーと曜日を以下のように変更していた。ただし、ゴールデンウィーク期間中（4月29日 - 5月6日）には、番組自体を休止。本来は内包コーナーとして扱っている『ANN NEWS』を単独番組として編成したほか、自社制作番組の再放送などで対応した。
- 月・木曜 - 横山太一・増田紗織
- 火・水曜 - 柴田博・斎藤真美
- 金曜 - 横山太一・小寺右子

### ニュースキャスター
- 月曜 - 小谷渉子（2017年4月3日 - 2020年9月28日、南海放送出身・SAY所属のアナウンサー）
- 火・金曜 - 去来川奈央（いさがわ なお、2017年4月6日 - 2020年10月2日、NHK京都放送局契約キャスター出身・松竹芸能所属のアナウンサー）
  - 出演開始当初は木・金曜担当で、2018年秋から2019年春まで産前産後休暇を取得。その間、木曜は市川、金曜は小谷が代演した。復帰後は金曜のみを担当していた。
- 水・木曜 - 市川いずみ（2015年9月28日 - 2020年9月30日、山口朝日放送出身・オフィスキイワード所属のアナウンサー、2016年3月までは月曜も担当）
  - 朝日放送グループホールディングスがテレビ・ラジオで全国大会を中継する夏の全国高等学校野球選手権大会（2016 - 2018年）や、春の選抜高等学校野球大会（2017年のみ）期間中および前後には、スポーツコーナーで冠企画「市川いずみの甲子園Lovers」を放送するため本来の担当以外の曜日にも出演。

### スポーツキャスター
- 月・水・金曜 - 河合康行（セイ所属のタレント、2020年4月改編までは水・木・金曜担当）
- 火曜 - 北條瑛祐（2020年3月31日 - 2020年9月29日、当番組の終了後も『おはよう朝日です』で月・火曜分を担当）
- 木曜 - 柴田博（2010年3月29日 - 2020年10月1日、2020年4月改編までは月・火曜を担当）

### 天気キャスター
- 正木明（気象予報士・防災士、番組開始当初からレギュラーで出演、『おはよう朝日です』の天気キャスターを兼務）
- 羽田優里奈（舞夢プロ所属のタレント、2019年12月2日から「お天気リポーター」として出演[11]）

### コメンテーター

#### ニュース
- 月曜
  - 伊藤惇夫（政治ジャーナリスト、2010年3月29日 - 2020年9月28日）
  - 益子直美（バレーボール女子元日本代表、2020年3月30日 - 2020年9月28日）[5]
- 火曜 - 小西克哉[注 4]（国際ジャーナリスト、2016年1月5日 - 2020年9月29日）
- 火・水曜 - 八木早希（毎日放送[注 5]出身のフリーアナウンサー、2020年3月31日 - 2020年9月29日）
- 水曜 - 木原善隆（朝日放送テレビ報道局ニュース情報センター所属、2015年4月2日 - 2020年9月30日）
  - 放送上は、他の出演番組（『キャスト』月曜など）を含めて「ABCテレビコメンテーター」という肩書を使用。当番組の終了後も、『おはよう朝日です』金曜日の第1部でコメンテーターを務める。
- 木曜
  - 二木啓孝（ジャーナリスト、日本BS放送取締役）
  - 脇浜紀子（京都産業大学教授、元・読売テレビアナウンサー[注 6]、2020年4月2日 - 2020年10月1日）
- 金曜
  - 青木理[注 4]（ジャーナリスト）
  - 石戸諭（ノンフィクションライター、元・朝日新聞社記者）
  - 堀江政生（当番組の終了後も『おはよう朝日です』で毎週火曜日の第1部に出演）
    - いずれも、2020年4月改編から出演。青木は月に2 - 3回、石戸・堀江は月に1回ずつ交互に登場していた。

2020年3月27日放送分までは、曜日ごとに1人のコメンテーターを配していた。同年の4月改編から、朝日新聞東京本社の政治部に記者として出向した経験のある堀江や、在阪他局のアナウンサーだった八木・脇浜を新たに起用。

#### スポーツ
- 月曜 - 加地亮（元・プロサッカー選手、2020年4月3日 - 2020年9月28日）[5]
- 火曜・金曜 - 中邨雄二（2018年4月2日 - 2020年10月2日）
- 水曜 - 伊藤史隆（2018年4月3日 - 2020年9月30日）
- 木曜 - 掛布雅之（阪神電気鉄道の顧問＜HLT＝ハンシン・レジェンド・テラー＞、阪神タイガースの元・内野手および二軍監督、2020年4月2日 - 2020年10月1日）[5]

2019年3月までは、井関真（2001年10月から出演）を皮切りに、日刊スポーツ西日本大阪本社の編集委員（井関・寺尾博和・高原寿夫）から1名が日替わりで担当。同年4月改編からは、現役のスポーツアナウンサーでもある中邨・伊藤も、スポーツキャスターではなく「スポーツコメンテーター」としてレギュラーで出演していた。
井関・寺尾・高原はいずれも、2020年4月改編に伴うリニューアルで降板。この改編を機に、アスリート系のコメンテーターを後任に起用しているが、伊藤・中邨もコメンテーター扱いで続投。改編前まで火曜日のみ担当していた中邨は、金曜日にもレギュラーで出演するようになったため、当番組が終了するまでスポーツ（主にラジオでの阪神戦）中継での実況・リポートの機会を減らしていた。

#### 芸能
- 金曜 - 島田薫（芸能リポーター、2016年4月6日 - 2020年10月2日、2020年4月改編までは水・木曜を担当）

### キャスター陣の配置とその他レギュラー出演者
| 月曜日                   | 火曜日                   | 水曜日                   | 木曜日                   | 金曜日                   |
| 司会（メインキャスター） | 司会（メインキャスター） | 司会（メインキャスター） | 司会（メインキャスター） | 司会（メインキャスター） |
| 男性                     | 男性                     | 男性                     | 男性                     | 男性                     |
| ------------------------ | ------------------------ | ------------------------ | ------------------------ | ------------------------ |
| 横山太一                 |                          |                          |                          |                          |
| 女性                     |                          |                          |                          |                          |
| 斎藤真美                 |                          |                          |                          |                          |
| ニュースキャスター       |                          |                          |                          |                          |
| 小谷渉子                 | 去来川奈央               | 市川いずみ               | 市川いずみ               | 去来川奈央               |
| スポーツキャスター       |                          |                          |                          |                          |
| 河合康行                 | 北條瑛祐                 | 河合康行                 | 柴田博                   | 河合康行                 |
| 天気キャスター           |                          |                          |                          |                          |
| 正木明                   |                          |                          |                          |                          |
| 羽田優里奈               |                          |                          |                          |                          |
| コメンテーター           |                          |                          |                          |                          |
| ニュース                 |                          |                          |                          |                          |
| 伊藤惇夫                 | 小西克哉                 | 木原善隆                 | 二木啓孝                 | 青木理                   |
| 益子直美                 | 八木早希                 | 八木早希                 | 脇浜紀子                 | 石戸諭                   |
| （不在）                 | （不在）                 | （不在）                 | （不在）                 | 堀江政生                 |
| スポーツ                 |                          |                          |                          |                          |
| 加地亮                   | 中邨雄二                 | 伊藤史隆                 | 掛布雅之                 | 中邨雄二                 |
| 芸能                     |                          |                          |                          |                          |
| （不在）                 | （不在）                 | （不在）                 | （不在）                 | 島田薫                   |

### 過去

#### キャスター
| 期間      | 期間      | 男性       | 男性     | 女性       | 女性       | 女性     | 女性     |
| 期間      | 期間      | 月・木・金 | 火・水   | 月         | 火・水     | 木       | 金       |
| --------- | --------- | ---------- | -------- | ---------- | ---------- | -------- | -------- |
| 1995.10.2 | 1996.3.29 | 村田好夫   | 村田好夫 | 平野裕加里 | 平野裕加里 | 中村智子 | 中村智子 |
| 1996.4.1  | 1996.9.27 | 村田好夫   | 村田好夫 | 青山哩彩   | 青山哩彩   | 中村智子 | 中村智子 |
| 1996.9.30 | 2000.3.31 | 西野義和   | 西野義和 | 魚瀬信代   | 魚瀬信代   | 魚瀬信代 | 魚瀬信代 |
| 2000.4.3  | 2001.3.30 | 上田慶行   | 上田慶行 | 山下真妃   | 山下真妃   | 山下真妃 | 山下真妃 |
| 2001.4.2  | 2002.3.29 | 清水貴之   | 清水貴之 | 山下真妃   | 山下真妃   | 山下真妃 | 山下真妃 |
| 2002.4.1  | 2006.3.31 | 清水貴之   | 清水貴之 | 関根友実   | 関根友実   | 関根友実 | 関根友実 |
| 2006.4.3  | 2010.3.26 | 清水貴之   | 清水貴之 | 小寺右子   | 小寺右子   | 小寺右子 | 小寺右子 |
| 2010.3.29 | 2011.9.30 | 高橋大作   | 高橋大作 | 乾麻梨子   | 乾麻梨子   | 乾麻梨子 | 乾麻梨子 |
| 2011.10.3 | 2014.3.28 | 横山太一   | 横山太一 | 乾麻梨子   | 乾麻梨子   | 乾麻梨子 | 乾麻梨子 |
| 2014.3.31 | 2015.3.27 | 横山太一   | 横山太一 | 桂紗綾     | 桂紗綾     | 桂紗綾   | 桂紗綾   |
| 2015.3.30 | 2020.4.14 | 横山太一   | 横山太一 | 斎藤真美   | 斎藤真美   | 斎藤真美 | 斎藤真美 |
| 2020.4.15 | 2020.6.12 | 横山太一   | 柴田博   | 増田紗織   | 斎藤真美   | 増田紗織 | 小寺右子 |
| 2020.6.15 | 2020.10.2 | 横山太一   | 横山太一 | 斎藤真美   | 斎藤真美   | 斎藤真美 | 斎藤真美 |

- 中村恵美子（スポーツコーナー担当、番組開始 - 1996年9月27日）
- 原田登貴子（ゲーム情報コーナー担当）
- 田中花子（当時朝日放送アナウンサー）
- 高野直子（当時朝日放送アナウンサー）
- 喜多ゆかり（当時朝日放送アナウンサー、2004年10月 - 2005年3月）
- 羽谷直子（当時朝日放送アナウンサー、2007年4月 - 2008年10月31日）
- 藤崎健一郎（朝日放送アナウンサー、火･水曜スポーツキャスター、2009年3月17日 - 2010年3月24日）
- 山口奈緒美（月・火・金曜 → 月 - 水曜ニュースキャスター、フリーアナウンサー・元NHK契約キャスター、2015年3月27日まで担当）
- 斎藤裕美（木・金曜ニュースキャスター、元毎日放送アナウンサーで斎藤真美の実姉、2015年10月1日 - 2017年3月31日）
- 平岩康佑（月曜スポーツキャスター、当時朝日放送アナウンサー、2017年10月9日 - 2018年4月30日）

#### コメンテーター
- 山本健治（フリーライター、 - 2010年3月15日）
- 大谷昭宏（ジャーナリスト）
- ベンジャミン・フルフォード（ノンフィクション作家、- 2008年6月18日）
- ジェフ・バーグランド（大学教授）
- 若一光司（作家、1996年10月 - 2010年10月1日）
- 井上章一（国際日本文化研究センター教授、2008年6月25日 - 2015年3月27日）
- 伊藤洋一（経済評論家、2010年10月5日 - 2015年9月22日）
- 藤井聡（京都大学大学院工学研究科教授、2015年9月29日 - 2015年10月13日）
- みといせい子（水・木曜芸能リポーター、2001年10月 - 2016年3月31日）
- 二田一比古（芸能ジャーナリスト、2020年3月27日まで金曜に出演）
- 中川謙（帝塚山学院大学元教授、元朝日新聞編集委員、2020年3月27日まで月曜に出演）
- 井関真（日刊スポーツ西日本大阪本社編集委員、2001年10月 - 2020年3月23日、後期は月曜のみ出演）
- 寺尾博和（同上、2020年3月26日まで木曜に出演）
- 高原寿夫（同上、2020年3月27日まで金曜に出演）
- 山崎寛代（芸能リポーター、2020年3月24日まで出演）

#### リポーター
- 別府あゆみ（2003年3月3日 - 2004年2月26日、上京後も「東京特派員」としてVTR出演〔2004年4月5日 - 2005年1月27日〕）
- 井上智栄子 （2004年2月27日 - 2005年3月11日）
- 塩尻奈都子（2005年4月 - 2006年3月30日）
- 塩崎綾（2005年2月17日 - 2009年3月13日）
- 岩井万実（2006年4月4日 - 2009年3月12日）
- 武田英子（2007年4月19日 - 2009年3月11日）
- 上嶋咲貴（2009年3月16日 - 2009年11月24日）
- 東奈緒美（2009年3月17日 - 2010年3月23日）
- 相沢美紗樹（2010年3月31日- 2014年9月26日）
- 神谷ゆう子（2010年4月1日 - 2014年9月23日）
- 河内友里（2010年4月2日 - 2010年8月26日）
- 稲富菜穂（2011年4月4日 - 2014年9月25日）
- 大西亜実（2011年4月5日 - 2014年9月22日）
- 水島サトリ（2011年4月6日 - 2014年9月24日）
- 衣笠梨代（2011年4月7日 - 2012年3月30日）
- 渡辺舞（2014年9月29日 - 2016年1月15日）
- 吉沢心結（2014年9月30日 - 2015年12月10日）
- 二村祥絵（2014年10月1日 - 2016年8月30日）
- 八田亜矢子 (2017年4月3日 - 不明)
- 池田琴弥（2014年10月1日 - 不明）
- 小林美稀（2014年10月2日 - 不明）
- たかはしあいこ（2014年10月2日 -不明 ）
- シュークリーム しより（2014年10月3日 - 不明）
- シュークリーム 吉岡久美子（2014年10月3日 - 不明）
- 池口なる（2015年1月12日 - 不明）
- 松田栞（2015年1月12日 - 不明）
- 河邑ミク（2016年3月4日 - 2020年3月）
- 出口亜梨沙（2016年3月16日 - 2020年3月）
- 笠原美香（2016年3月17日 - 不明）
- 大濱絵梨香（2016年3月23日 - 不明）
- 吉岡結紀（2017年1月20日 - 不明）
- 吉川亜樹（2017年1月20日 - 不明）
- 山根七星（2017年4月3日 - 2020年3月）

## コーナー
2020年10月2日終了時点
- ◎『おはよう朝日です』平日版の第1部でタイトルごと継承
- ○『おはよう朝日です』平日版の第1部で放送枠と放送内容を継承（タイトルと出演者を変更）

| 第1部（5:00 - 5:50） | 第1部（5:00 - 5:50）             | 第1部（5:00 - 5:50） |
| 放送時間 | コーナー名                       | 放送内容 |
| --- | -------------------------------- | --- |
| 5:00 | オープニング〜きょうのトピックス | オープニング放送後、横山・斎藤が挨拶をする。当日のトピックスを紹介する。 |
| 5:02 | 正木さんのお天気◎                | 正木が担当する天気予報。2019年11月までの一時期には当日の女性出演者（ニュースキャスターかリポーター）から1名、以降は羽田がアシスタントを務めていた。 |
| 5:06 | THE SPORTS○                      | スポーツコーナー。『おはよう朝日です』第1部では、「おきたてスポーツ」と改称している。 |
| 5:18 | 朝イチ!news○                     | ニュースコーナー。2016年3月までは「朝イチ!ニュースのみかた」。全国ニュースの素材は前夜の『報道ステーション』（月曜日の場合は前日の『サンデーステーション』『ANN NEWS&SPORTS』）の映像を流用。 ※『おはよう朝日です』第1部では、「おきたてニュース」と改称している。 |
| 5:27 | THE SPORTS                       | スポーツコーナーで、エビシーも登場していた。前述したとおり、春の選抜高等学校野球大会・夏の全国高等学校野球選手権大会期間中および前後には、「市川いずみの甲子園Lovers」を内包したため、ニュースキャスターの市川も当コーナーに連日出演。自身の取材などを基に、放送当日に予定されている試合の見どころや、注目の出場校・選手などを紹介していた。 ※『おはよう朝日です』第1部では、スポーツコーナーを「おきたてスポーツ」に集約させたうえで、この時間帯を前述の「おきたてニュース」に充てている。                                                  |
| 5:38 | 正木さんのお天気◎                | 前述 |
| 5:41 | エンタメ これみ〜や○             | 芸能コーナーで、2016年3月までのタイトルは「芸能pick up」。進行役の女性キャスターと解説役の芸能リポーター→エンタメコメンテーターが「せ～の・・エンタメ!」と声を揃えてから、芸能関連のニュース・会見VTRを流していた（6時台のエンタメコーナーも同様にスタート）。 ※毎年1月17日（平日の場合）の阪神・淡路大震災発災日には、犠牲者追悼式典を生中継するため、5:44頃に早終了もしくはその前のコーナーの放送時間を繰り上げていた。 ※『おはよう朝日です』第1部では、改編前から7時台の芸能コーナーで使われているタイトル（「芸能NOW」）に統一している。 |
| （※5:50 - 6:00は『グッド!モーニング・5時台』〈テレビ朝日制作、実質的には『ANNニュース』のみ◎〉のため一旦中断（EPGなどでは5:00から6:45まで本番組と一括りされている）。 5:59 - 6:00は自社差し替えを行い、オープニング〜きょうのトピックスを放送する。5:59の時点で横山・斎藤が再び挨拶した） |                                  | |
| 第2部（6:00 - 6:45） |                                  | |
| 放送時間 | コーナー名                       | 放送内容 |
| 6:00 | 正木さんのお天気◎                | 前述 |
| 6:05 | トレたて!◎                       | ニュースとスポーツコーナー。2016年3月まで別々だったニュースコーナー「ナットク!ニュース塾」とスポーツコーナー「スポーツ道場」を同年4月に統合した。全国ニュースの素材は『報道ステーション』『サンデーステーション』や（「ANNニュース」を除いて放送していない）『グッド!モーニング』の映像を流用している。 |
| 6:30 | 正木さんのお天気                 | 前述。当番組の終了後は、この時間から『おはよう朝日です』第2部をスタート。出演者を第1部と入れ替える。 |
| 6:39 | エンタメ                         | 芸能コーナーで、2016年3月までのタイトルは「エンタメ井戸端会議」。 |
| 6:44 | エンディング                     | ステブレレスで『おはよう朝日です』（当番組の終了時点では6:45スタート）に接続していた。 |

### 過去
- おはようニュース

朝一番のニュースコーナー。
- おはようスポーツ

プロ野球解説者と進行するスポーツコーナー。
- スポーツ各紙ワザ

エンタメ関係の記事紹介。
- 調べてきました

初期の特集コーナー。
- 速報!ゲームワールド (水)→(金)

前番組『おはよう天気です』から続く最新のゲーム紹介のコーナー。
- 味わく湯～わく

週末に向けての旅情報のコーナー。
- リクエスト天気
- 東京からの全国ニュース

2003年9月までは『ANNニュースフレッシュ』を、同年10月以降は『朝いち!!やじうま』→『やじうまプラス』→『やじうまテレビ!』→『グッド!モーニング』内の「ANNニュース」コーナーを同時ネットしていた（この間も画面左上の時刻表示は当番組および『おはよう朝日です』仕様のカスタムフォントのままだった）。
- エビシーみくじ

2016年4月からスタートした、電話で応募が可能なデータ放送連動プレゼント企画。

## テーマ曲
- 2003年3月31日 - 2008年6月20日
  - オープニング（第1部）『楓樹（ふうじゅ）の街』（CECIL）
  - オープニング（第2部）『super "shomin" car』（CECIL）
  - CM前ジングル『Let Me Be With You』（ROUND TABLE featuring Nino）
  - エンディング『サーフライダー』（CECIL）

- 2008年6月23日 - 2014年3月28日
  - オープニング（後半→前半）『光朝』（MONKEY MAJIK）
  - オープニング（前半→後半）『MORNING - EVENING』（MONKEY MAJIK）

- 2014年3月31日 - 2020年10月2日
  - 『ニューデイライジング』（D.W.ニコルズ）

## 関連番組『おはようコール早版』
2003年から2005年まで放送していたニュース解説番組。当時のコメンテーターだった大谷・山本・若一やスポーツコメンテーターの井関が一つのテーマについての解説やエピソードを披露する。NHKの『視点・論点』とは異なり、コメンテーターが進行役のディレクターに話しかける「ほぼ」ひとり喋りの形式で収録。

## 関連項・人物
- 朝日新聞
- 日刊スポーツ西日本（大阪本社発行版の記事をスポーツ・芸能コーナーで随時紹介しているほか、2020年3月まで同本社の編集委員をスポーツコメンテーターに登用）
- ABCハウジング（2013年10月から2014年3月まで、乾・横山のコンビによるテレビ・ラジオCMを放送）
- 友野一希（フィギュアスケート選手、おはようコールファミリーと紹介されている）
- ナジャ・グランディーバ（2018年度から不定期ではあるが祝日限定でゲスト出演していた）

## スタッフ
- カメラ - 関西東通、アイネックス
- MIX - 吉村五郎、久野純
- 制作：朝日放送テレビ・報道局ニュース情報センター
- 制作・著作：朝日放送テレビ